# Krojczyn
Krojczyn is een plaats in het Poolse district  Lipnowski, woiwodschap Koejavië-Pommeren. De plaats maakt deel uit van de gemeente Dobrzyń nad Wisłą en telt 453 (dane na 20.V.2002 r.) inwoners.